# Mosiera longipes
Mosiera longipes är en myrtenväxtart som först beskrevs av Otto Karl Berg, och fick sitt nu gällande namn av John Kunkel Small. Mosiera longipes ingår i släktet Mosiera och familjen myrtenväxter. Inga underarter finns listade i Catalogue of Life.